# Alloxylon flammeum
Alloxylon flammeum P.H.Weston & Crisp, el árbol waratah de Queensland o roble sedoso rojo es un árbol de talla media, de la familia Proteaceae que se encuentra a pocos kilómetros de la Meseta Atherton en el noreste de Australia. Previamente conocido como Oreocallis wickhamii, el espécimen inicial llegó a ser una especie diferente que aquella cultivada y por lo tanto se requirió de un nuevo nombre científico.

## Descripción

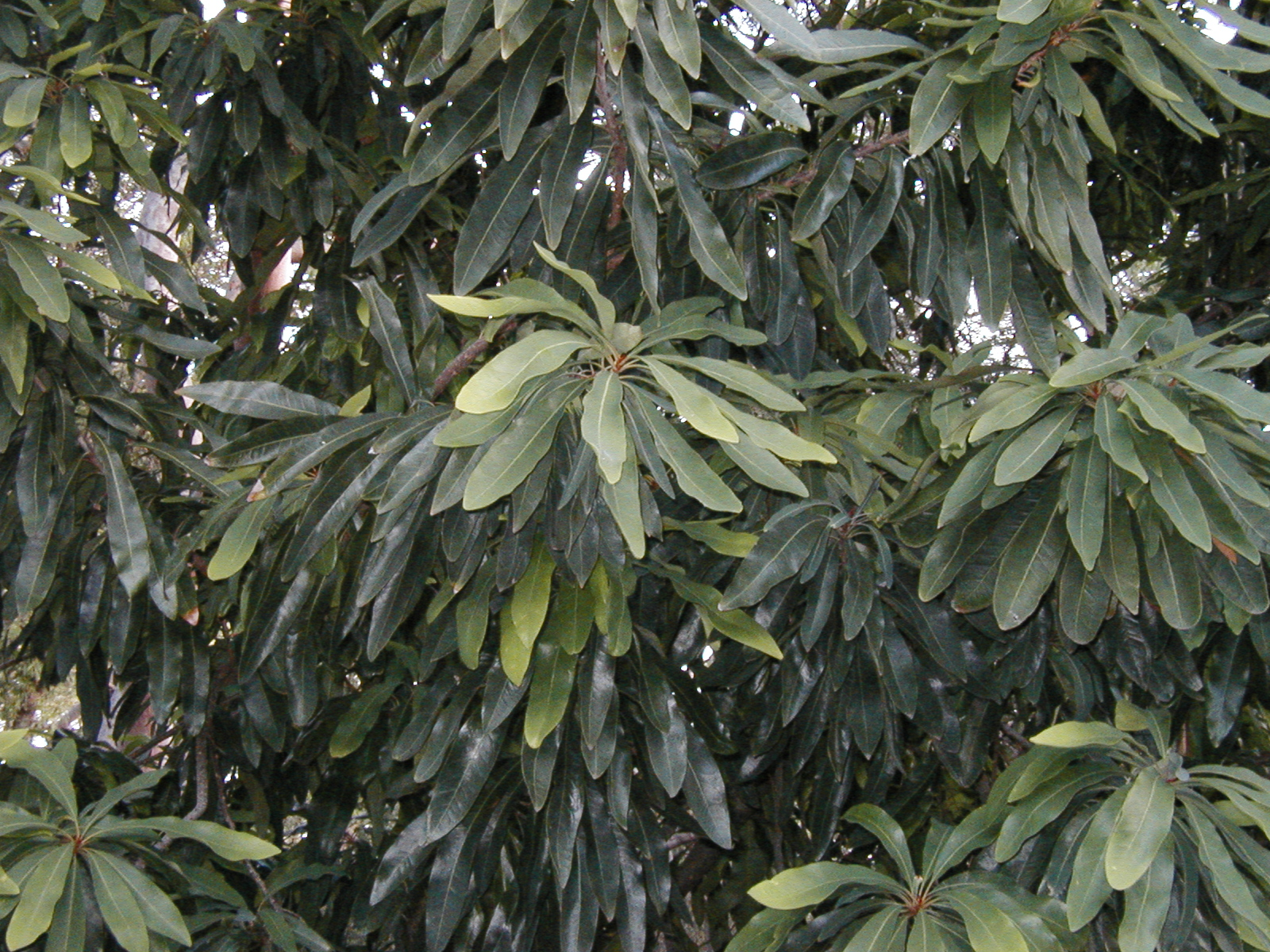
Follaje – Reserva de Flora de la Cadena Rocosa, Dee Why.

En la naturaleza este es un árbol de bosque lluvioso que puede alcanzar 33 metros de altura, sin embargo en cultivo es más probable que mida 10 metros. El verde follaje consiste en hojas distintivas juveniles y formas de hojas adultas. Las hojas lobuladas profundamente lobuladas miden hasta 50 cm de largo mientras las hojas adultas (en la imagen) miden 8-25cm de largo y hasta 4.5 cm de ancho. Desarrollándose en primavera, las inflorescencias rojas brillosas o rojas-naranjas son capullos que son muy notorios, consistiendo de hasta 50 flores individuales. A éstas le siguen vainas de semillas las cuales toman varios meses en madurar.

## Cultivo
El miembro más vistoso del género, A. flammeum ha probado ser el más resistente al frío y adaptable, sin embargo no es ampliamente cultivado. Se desarrolla mejor en un suelo rico en material orgánico pero bajo en fósforo con algo de abrigo cuando joven.

## Taxonomía
Alloxylon flammeum fue descrito por Peter Henry Weston & Michael Douglas Crisp y publicado en Telopea 4(3): 503–504. 1991.